# Lorenz Rudolph Wohlien
Lorenz Rudolph Wohlien (* 23. Mai 1789 in Altona; † 19. Januar 1834 ebenda) war ein Altonaer Orgel- und Klavierbauer.
Er gehörte zur bekannten Altonaer Orgelbauerfamilie Wohlien und wurde als Sohn des Orgelbauers Balthasar Wohlien (* 1745 in Wilster; † 1804 in Hamburg), dem Schwiegersohn von Johann Paul Geycke, geboren. Lorenz Rudolph Wohlien war der einzige Bruder des Orgelbauers Johann Heinrich Wohlien und bildet mit ihm zusammen die zweite Generation der Orgelbauerfamilie, die über vier Generationen fortbestand.
Neben seiner Tätigkeit als Orgelbauer war Lorenz Rudolph Wohlien ein „geschickter Klavierbauer“. Im Museum für Musikinstrumente der Universität Leipzig (Inventarnummer 147) befand sich ein Tafelklavier Wohliens aus den 1820er-Jahren (Kriegsverlust). Das Instrument war im Empirestil gestaltet, mit Bronzebeschlägen geschmückt und zweichörig besaitet. Die Inschrift auf der Zierleiste wies es als Werk von „L. R. Wohlien Altona“ aus.